# ジャン・カルロ・ロタ
ジャン・カルロ・ロタ（Gian-Carlo Rota またはスペイン語で Juan Carlos Rota、1932年4月27日 - 1999年4月18日）はイタリア出身のアメリカ人数学者・哲学者。専門は函数解析学、作用素論、組合せ論。組合せ論の研究を大きく進展させたことで知られる。

## 生涯
イェール大学で博士号取得後、 1959年からMITで教鞭をとる。応用数学及び哲学教授。1999年没（享年66）。MITでの教授職以外にもロスアラモス研究所、ランドコーポレーション、ブルックヘヴン国立研究所においてコンサルタントや共同研究も行った。 函数解析についての研究で博士号取得し、作用素論に関する論文を数篇書いた後、1959-60年にかけて組合せ論を用いたエルゴード理論について2本の論文を発表する。
1964年に発表した論文「On the Foundations of Combinatorical Theory」は、それ以後の組合せ論の世界を大きく変えることになった。さらに同じ論文タイトルで、1992年までかけて計10本の論文を発表。1本目以外の9本の論文は全て共同研究者とともに書いている。1988年には（アメリカ数学会が優れた応用数学者に授ける）スティール賞を受賞。1964年の論文について「組合せ論を現代数学の主流に組み入れた、最大にして唯一の業績（the single paper most responsible for the revolution that incorporated combinatorics into the mainstream of modern mathematics）」と評価された。
執筆した書籍は4冊程度あるが、論文集やエッセイが多い。生涯で出版した論文数は数学と哲学あわせて200本近くに及ぶ。